# 戸田光規
戸田 光規（とだ みつのり、延宝6年（1678年） - 正徳6年閏2月19日（1716年4月11日））は、江戸時代前期の旗本。 
美濃加納藩2代藩主松平光永の次男。3代藩主松平光煕の弟。母は都筑氏。幼名は幾松、孫之丞。通称は内記、大膳。官位は従五位下、播磨守。子に娘（菅沼定用室）がいる。
元禄8年（1695年）7月25日、将軍徳川綱吉に拝謁し、宝永元年（1704年）1月13日中奥の御小姓となった。宝永2年（1705年）兄の光煕から俵米3000俵を分知された。
正徳6年（1716年）閏2月19日没。享年39。法名は弧天。小石川の祥雲寺に葬られた。
甥で光煕の三男の戸田孫四郎を末期養子として家督を相続させたが、孫四郎（松平光慈）は後に本家に戻され信濃松本藩主となったため、光規系の旗本家は絶家となった。